# Geodis Road Network
Geodis Road Network Sp. z o.o. (do 2022 – PEKAES sp. z o.o.) – operator logistyczny z siedzibą w Błoniu. Dawniej przedsiębiorstwo państwowe pn. Przedsiębiorstwo Międzynarodowych Przewozów Samochodowych „Pekaes” w Warszawie, będące przewoźnikiem drogowym towarowym i osobowym, założone w 1958 roku.
Spółka notowana od 2004 roku do 10 stycznia 2017 roku na Giełdzie Papierów Wartościowych w Warszawie.

## Działalność
Zakres działalności spółki obejmuje pakiet usług logistyki magazynowej, dystrybucję drobnicową krajową i międzynarodową oraz spedycję: całopojazdową krajową i międzynarodową, spedycję morską, lotniczą i kolejową, jak również logistykę towarów masowych i usługi intermodalne.
Grupę Pekaes tworzą spółki: Pekaes sp. z o.o., Chemikals sp. z o.o., Spedycja Polska SPEDCONT sp. z o.o.
Pekaes sp. z o.o. zatrudnia ponad 950 pracowników w Polsce, sieć dystrybucyjna składa się z 21 oddziałów, 5 agencji celnych, 6 magazynów logistycznych. Pekaes w Europie współpracuje z 19 partnerami w 32 krajach.
Pekaes otrzymał tytuł Lidera Społecznej Odpowiedzialności Dobra Firma 2011 nadawany przez Forum Biznesu i Instytut Filozofii i Socjologii PAN.

## Historia
W 1958 r. Państwowa Komunikacja Samochodowa zrealizowała przewóz darów na Węgry. Po pomyślnym zrealizowaniu przewozu zaczęto rozwijać przewozy także do innych krajów. Do ich obsługi powołano Przedsiębiorstwo Międzynarodowych Przewozów Samochodowych „Pekaes” 28 grudnia 1958. Przedsiębiorstwo miało obsługiwać transport pomiędzy Polską a innymi państwami Europy. Na początku przedsiębiorstwo posiadało 10 ciężarówek Magirus z przyczepami, które pierwsze kursy wykonywały do Szwajcarii, wożąc tam mączkę rybną, a do Polski zabierając wyroby przemysłowe.
Tabor przedsiębiorstwa stawał się coraz liczniejszy, dlatego w 1972 roku przeniesiono główną bazę przedsiębiorstwa z Warszawy do Błonia, gdzie wybudowano bazę z parkingami, warsztatami i magazynami. Siedziba przedsiębiorstwa pozostawała w Warszawie z uwagi na lepszą łączność telefoniczną. Planowano budowę biurowca przedsiębiorstwa przy zbiegu ulic Towarowej i Wolskiej. Planowano także budowę hotelu dla zagranicznych kierowców w Morach lub Markach.
Począwszy od lat 1970. przedsiębiorstwo kupowało ciężarówki Volvo F88 i F89. Ciężarówki te jeździły na Bliski Wschód. W połowie lat 70. tabor liczył 500 samochodów ciężarowych marki Volvo i FIAT stacjonujących w Błoniu, a także w Słubicach gdzie dla potrzeb „Pekaesu” przystosowano część bazy Przedsiębiorstwa Państwowej Komunikacji Samochodowej w Słubicach. Baza ta była niewystarczająca, dlatego w Słubicach uzyskano teren na budowę nowej bazy przy ul. Transportowej, a w Błoniu rozbudowano bazę o teren przy ul. Spedycyjnej.
W latach 70. podjęto decyzję o zakupie kolejnych 200 szt. samochodów ciężarowych. „Pekaes” chciał, by były to samochody marki Volvo. Ze strony władz polskich padały propozycje marek: Steyr, FIAT lub Renault. Wyniki próbnego użytkowania 4 samochodów marki Steyr były niezadowalające. Ostatecznie zdecydowano się na zakup 300 samochodów Volvo, 300 samochodów Renault i 200 samochodów FIAT. W związku z przyrostem taboru podjęto decyzję o rozbudowie zaplecza. 200 samochodów FIAT planowano przydzielić do bazy w Śremie – była to baza zbudowana przez Przedsiębiorstwo Państwowej Komunikacji Samochodowej w Poznaniu na własne potrzeby, przekazana ostatecznie do „Pekaesu”. Z przyczyn niezależnych dostawa 200 samochodów FIAT nie została jednak zrealizowana. 300 samochodów Volvo umieszczono w Błoniu. Natomiast 300 samochodów Renault przypisano do bazy w Starachowicach – baza ta pierwotnie miała być zakładem transportu Zakładów Mięsnych, ale inwestycja ta z braku środków została wstrzymana.
W szczytowym okresie tabor „Pekaesu” liczył 1352 samochodów ciężarowych i około 2000 naczep i przyczep, a zatrudnienie wynosiło ok. 4500 pracowników. W okresach największych szczytów wykorzystywano także tabor użyczany od PKS, głównie był to tabor dawniej jeżdżący w „Pekaes” oddany po wysłużeniu do obsługi krajowych przewozów – tabor ten w „Pekaes” powtórnie wykorzystywano wyłącznie w przewozach do krajów sąsiednich. „Pekaes” miał także prawo do wynajmu taboru za granicą, za pośrednictwem przedsiębiorstw spedycji międzynarodowej „C. Hartwig”. „Pekaes” posiadał swoje przedstawicielstwa w Hanowerze, Malmö, Wiedniu (wspólne z PKP), Budapeszcie (wspólne z PKP), Moskwie (wspólne z PKP), Brześciu nad Bugiem (pn. Przedstawicielstwo Transportu Samochodowego Polskiej Rzeczypospolitej Ludowej), Sofii, Padwie, Londynie, Bagdadzie.
Przedsiębiorstwo „Pekaes” wykonywało także międzynarodowe przewozy autobusowe. W latach 70. oferowało regularne połączenia w okresie wiosenno-letnim do Jugosławii, Rumunii, Bułgarii i Włoch, stale na linii Poznań – Londyn w ramach linii autobusowych „Europabus”. Wykonywało także zlecenia dla biur podróży do krajów europejskich, na Bliski i Środkowy Wschód oraz zamówienia indywidualne. Połączenia obsługiwał autobusami Mercedes, Leyland i FIAT. Autobusy po wyeksploatowaniu przekazywano przedsiębiorstwom PKS w celu dalszego użytkowania na liniach krajowych.
W latach 1980. tabor „Pekaesu” liczył ponad 1200 ciężarówek i rozdzielony był pomiędzy kilka placówek w Polsce w Błoniu (centrala), Śremie, Szczecinie, Słubicach, Starachowicach, Czechowicach-Dziedzicach i Świnoujściu. Na początku lat 80. zakupiono 20 ciągników siodłowych Mercedes z naczepami Kässbohrer. Następnie, w latach 80. „Pekaes” zakupił kilkaset sztuk ciężarówek typu Volvo F12, które stanowiły najliczniejszą część floty. Oprócz tego posiadał pojazdy Iveco. Zachodnie ciężarówki używane przez „Pekaes” były lepiej przystosowane do dalekich i ciężkich podróży niż samochody marki Jelcz, Star czy KamAZ używane w transporcie krajowym, aczkolwiek przedsiębiorstwa jugosłowiańskie w trasy na Bliski Wschód wysyłały samochody marki Jelcz.
Przedsiębiorstwo pozostawało w Zjednoczeniu Państwowej Komunikacji Samochodowej do czasu jego likwidacji w 1982 roku.
„Pekaes” obsługiwał dochodowe kontrakty, wożąc towary na Bliski Wschód: do Iranu, Iraku, Syrii, Kuwejtu, Jordanii. Mimo że ciężarówki często wracały do Polski z tych państw bez ładunku, to wożenie towarów nawet w jedną stronę było opłacalne. Zdarzały się sytuacje, że ładunek powrotny znajdowano w Jugosławii, np. eksport akumulatorów z Jugosławii do Polski. Prawo do ładowania samochodów miało także Przedstawicielstwo Polskich Kolei Państwowych w Budapeszcie (które pełniło także rolę przedstawicielstwa „Pekaes”), wysyłając samochody ciężarowe w dalszą drogę do Europy Zachodniej.
„Pekaes” był jednym z silniejszych przedsiębiorstw na rynku przewozów na Wschód, który był bardzo trudny, ze względu na niejasne przepisy w krajach arabskich i niestabilną sytuację polityczną w Zatoce Perskiej, jak również fakt, że trasy te liczyły po 3000 kilometrów w jedną stronę. Kierowcy spędzali w samochodzie przynajmniej miesiąc, a często tygodniami oczekiwali w kolejkach na granicach Iranu czy Iraku albo na nieprzejezdnych zimą górskich drogach wschodniej Turcji.
W 1982 roku, w celu zabezpieczenia środków przewozowych za granicą przed przejmowaniem na rzecz długów państwa polskiego, utworzono przedsiębiorstwo pn. Pekaes Auto-Transport S.A., do którego przeniesiono znaczną część majątku dotychczasowego przedsiębiorstwa. Do nowej spółki nie włączono międzynarodowych przewozów autobusowych, które pozostały w Przedsiębiorstwie Międzynarodowych Przewozów Samochodowych „Pekaes”.
W latach 80. rozpoczęto poszukiwanie alternatywnej drogi do Iranu. Planowano przewóz do miejscowości Mineralne Wody, skąd dalej naczepy prowadziłoby radzieckie przedsiębiorstwo „Sovtransavto” («Совтрансавто») do miejscowości Astara w Iranie, skąd dalej przewóz odbywałby przewoźnik irański. Strona radziecka nie zgodziła się na to, tłumacząc się brakiem odpowiedniego zaplecza w miejscowości Mineralne Wody. W związku z tym uzgodniono przewóz do Kijowa, skąd dalej naczepy woził miejscowy przewoźnik ukraiński do Astary, a z Astary przewoźnik irański. Współpraca z przewoźnikiem ukraińskim nie była dobra, więc uzgodniono z władzami radzieckimi odbiór naczep przez „Sowtransauto” w Brześciu nad Bugiem, który przewoził naczepy „Pekaesu” do Astary w Iranie, gdzie dalej przejmował je przewoźnik irański. Jednocześnie zgodzono się, aby „Pekaes” przewoził kontenery, które trafiają do Wysokiego Litewskiego z Dalekiego Wschodu (początkowo proponowano na odbiór kontenerów Małaszewicze). W związku z tym w Brześciu powołano Przedstawicielstwo Transportu Samochodowego.

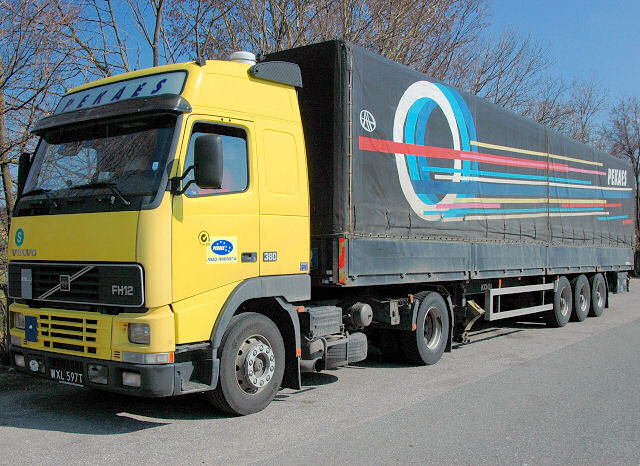
Pekaesowska naczepa z motywem tęczy

W latach 90. załamanie przewozów na Bliski Wschód połączone z utratą pozycji monopolisty na rynku transportowym (od 1989 r. także inne przedsiębiorstwa transportowe zyskały prawo wyjeżdżania poza granice Polski swoimi ciężarówkami) spowodowało kłopoty przedsiębiorstwa. Mimo to „Pekaes” odnowił tabor, kupując nowe ciężarówki Iveco, Volvo, Mercedes i Renault. Na naczepach firmowych ciężarówek zaczęto malować motyw tęczy. W 1996 roku „Pekaes” wpadł w poważne kłopoty finansowe, które udało się przezwyciężyć dopiero kolejnym zarządom spółki.
W 1991 roku część przedsiębiorstwa zajmującego się międzynarodowymi przewozami autobusowymi wydzielono do spółki pn. Pekaes-Bus sp. z o.o. W 1996 roku spółka wstąpiła do zrzeszenia Eurolines. W 2000 roku Pekaes-Bus wraz z prywatnymi firmami Przedsiębiorstwo Wielobranżowe „Biacomex” w Białymstoku, Przedsiębiorstwo Usług Turystyczno-Transportowych „Comfort Lines” w Gliwicach, Biuro „Jordan” w Krakowie, „Omnia” w Katowicach i Firma Przewozowo-Usługowa „Sokół” we Wrocławiu utworzył firmę „Eurolines Polska”, mającą wyłączność na używanie nazwy Eurolines w Polsce. W 2001 roku Pekaes-Bus uruchamiał całoroczne, regularne linie autobusowe do Zjednoczonego Królestwa, Francji, Belgii, Niemiec, Norwegii, Szwecji i Włoch. W 2004 roku spółkę przejęły Eurolines z Francji. Następnie udziałowcem została Veolia i spółka zmieniła nazwę na Veolia Eurolines Polska sp. z o.o. Z czasem została postawiona w stan likwidacji.
Wszystkie ciężarówki przeniesiono do centrali w Błoniu, a z baz terenowych utworzono placówki serwisowo-logistyczne. Spółka posiadała ok. 560 własnych ciężarówek. Wszystkie miały żółte kabiny (jest to znak firmowy „Pekaes” od 1971 roku) oraz czarne naczepy plandekowe lub białe chłodnicze. Nowe logo umieszczane na samochodach (gwiazdy konstelacji Wielki Wóz) było częścią procesu restrukturyzacji i odświeżania wizerunku firmy. W taborze znajdowały się ciężarówki Renault Magnum i Renault Premium, Volvo FH, Mercedes Actros i Iveco Stralis. Ciężarówki „Pekaesu” najczęściej jeździły z Polski do Niemiec, Beneluksu, Anglii, Skandynawii, Francji, Hiszpanii, Włoch i Rosji.
„Pekaes” jest od pierwszej edycji oficjalnym partnerem logistycznym wyścigu kolarskiego Tour de Pologne i imprez towarzyszących, jak maratony MTB czy Pomorski Classic, który w 2006 roku był wyścigiem dedykowanym przedsiębiorstwu i nazywał się Pekaes Pomorski Classic.
Od 2006 przedsiębiorstwo zaczęło pracować nad poprawą wizerunku swojej marki. Począwszy od zmian w wyglądzie logo, nowego designu plandek, w 2007 roku przedsiębiorstwo przygotowało po raz pierwszy filmowy materiał promocyjny opublikowany w Internecie pt. „Mój tata jest kierowcą w Pekaesie”, pokazujący „Pekaes” z perspektywy jego kierowców. Wszystkie role w filmie zagrali pracownicy tego przedsiębiorstwa, i także oni są autorami scenariusza i reżyserii.
Stopniowo spółka zaczęła ograniczać liczbę własnych pojazdów ciężarowych. Większość ciężarówek została sprzedana, a zlecenia transportowe odsprzedawane są podwykonawcom. „Pekaes” wycofał się z obsługi tras do państw byłego ZSRR własnymi pojazdami.
W lipcu 2010 roku przedsiębiorstwo posiadało około 180 własnych ciężarówek do transportu międzynarodowego. W 2010 roku przedstawiono program dalszego rozwoju przedsiębiorstwa, który zakłada likwidację własnej floty pojazdów ciężarowych do roku 2013. Obecnie Pekaes jest operatorem logistycznym realizującym projekty transportowe dla dużych klientów poprzez skoncentrowanie na krajowej i międzynarodowej dystrybucji drobnicowej oraz spedycji całopojazdowej.

## Osoby związane z przedsiębiorstwem
W okresie PRL wieloletnim dyrektorem Przedsiębiorstwa Międzynarodowych Przewozów Samochodowych PEKAES był Juliusz Donat Kowalik (1923–2016).